# Paul Émile Lecoq de Boisbaudran
Paul-Émile Lecoq de Boisbaudran (Cognac, 18 aprile 1838 – Parigi, 28 maggio 1912) è stato un chimico francese.
Discendente della famiglia Lecoq, signori di Boisbaudrant (frazione di Saint-Fraigne), nella giovinezza si occupò del commercio familiare di vino, ma era attirato dallo studio della chimica.
A 28 anni iniziò alcune ricerche sugli elementi chimici e cominciò a frequentare il Politecnico (École polytechnique) di Parigi, essendo allievo, fra gli altri, di Charles-Adolphe Wurtz.
Dal 1859 ebbe a disposizione un piccolo laboratorio privato a Parigi, dove effettuò ricerche sull'applicazione della spettroscopia come metodo di analisi chimica.
Nel 1874 pubblicò Spectres lumineux, spectres prismatiques et en longueurs d'ondes destinés aux recherches de chimie minérale (Spettri luminosi, spettri prismatici e in lunghezza d'onda destinati alle ricerche di chimica minerale), una delle opere che diedero origine e sviluppo alla spettroscopia analitica.
Il 27 agosto 1875, con questi metodi, scoprì delle linee spettroscopiche di un nuovo elemento chimico, il gallio (dal latino Gallium, latinizzazione del suo cognome Lecoq). La scoperta rappresentò la prima conferma sperimentale della teoria di Mendeleev che aveva predetto le caratteristiche di questo elemento chiamandolo "eka-aluminium".
Nel 1876 ricevette la Legion d'Onore.
Nel 1879 scoprì il samario e fu insignito della Medaglia Davy.
Nel 1886 scoprì il disprosio.
In seguito divenne membro dell'Accademia francese delle scienze, vivendo fra Parigi e la Charente.
Poco dopo la scoperta dell'argon, avvenuta nel 1894 da parte di Lord Rayleigh e William Ramsay, Lecoq ipotizzò giustamente che questo gas facesse parte di un nuovo gruppo, i gas rari.